# 鬼滅の刃 XRライド〜刀鍛冶の里を疾走せよ〜
鬼滅の刃 XRライド ～刀鍛冶の里を疾走せよ～（Demon Slayer: Kimetsu no Yaiba XR Ride — Race to Swordsmith Village）は、ユニバーサル・スタジオ・ジャパンにて2024年7月19日から2025年1月5日まで期間限定で運営されている『鬼滅の刃』とのコラボレーションアトラクションである。
このアトラクションは「スペース・ファンタジー・ザ・ライド」の施設を使用しているため、開催期間中は同施設の運営が停止していた。

## 概要
『鬼滅の刃 XRライド ～夢を駆ける無限列車～』は2021年9月17日から2022年2月13日まで、そして2024年2月1日から6月9日まで実施された。このアトラクションは好評を博し、さらに『鬼滅の刃』とのコラボレーションが続けられることとなった。

## ストーリー
刀鍛冶の里に上弦の鬼が襲来する。炭治郎が鬼と戦うが、勝利のためには新しい刀が必要だとされる。ゲストは見習い刀鍛冶として玄弥とともに鍛冶場で新しい刀を探しに向かう。蜜璃や無一郎に助けられながら、炭治郎に刀を届けることで刀鍛冶の里の危機を救おうとする。

## 登場人物
竈門 炭治郎（かまど たんじろう）
声 - 花江夏樹
本作の主人公で、妹を人間に戻すため鬼殺隊に入隊した少年である。水の呼吸とヒノカミ神楽を使いこなし、鋭い嗅覚を持つ。遊郭での日輪刀の損傷を修理するため、鋼鐵塚を訪ねて刀鍛冶の里を目指す。
竈門 禰󠄀豆子（かまど ねずこ）
声 - 鬼頭明里
炭治郎の妹で、鬼化したものの人間を襲わず、鱗滝の暗示と自身の強い精神力で人を守るために戦う。彼女の能力には、血を爆ぜさせる「爆血」が含まれる。
時透 無一郎（ときとう むいちろう）
声 - 河西健吾
霞柱であり、鬼殺隊の最高位の剣士のひとりである。何事にも無関心だが、時に棘のある発言をすることがある。
甘露寺 蜜璃（かんろじ みつり）
声 - 花澤香菜
恋柱で、明るく快活な性格を持つ。鬼殺隊最高位の剣士のひとりとして知られる。
不死川 実弥（しなずがわ さねみ）
声 - 関智一
炭治郎と同期の鬼殺隊士であり、風柱・不死川実弥の弟である。粗暴だが兄との複雑な関係性を抱えている。
憎珀天（ぞうはくてん）
声 - 山寺宏一
上弦の鬼で、積怒が他の鬼を吸収した姿。
玉壺（ぎょっこ）
声 - 鳥海浩輔
上弦の肆の鬼で、常に怯えているのが特徴である。
半天狗（はんてんぐ）
声 - 古川登志夫
上弦の肆の鬼。常に怯えている。

## 鬼滅の刃 柱稽古編×ハリウッド・ドリーム・ザ・ライド
「ハリウッド・ドリーム・ザ・ライド」では、『柱稽古編』をテーマにしたストーリー・コースターが導入された。バックドロップ版では体験できない内容が用意された。
第1弾は「鬼滅の刃 柱稽古編×ハリウッド・ドリーム・ザ・ライド ～重力訓練～」は、2024年7月19日から10月7日まで開催された。新人鬼殺隊士であるゲストは炭治郎とともに重力負荷に耐える訓練機に搭乗するという設定で、甘露寺や時透に加えて伊黒や不死川も登場し、訓練は激化していく内容だった。
第2弾は「鬼滅の刃 柱稽古編×ハリウッド・ドリーム・ザ・ライド ～川下り訓練～」は2024年10月8日から2025年1月5日まで開催された。悲鳴嶼による急流川下り修業を中心に、ゲストは炭治郎や善逸、伊之助、玄弥とともに激流へ飛び込む展開となった。

## 刀鍛冶の里 ひょっとこ亭
『鬼滅の刃 刀鍛冶の里編』をテーマにした新しいレストランで、刀鍛冶の里の雰囲気を再現した内装とともに特別なメニューが提供された。無一郎や蜜璃をイメージした料理や、炭治郎、禰󠄀豆子、玄弥をモチーフにしたお子様メニューが含まれる。店内には「縁壱零式」の絡繰人形が展示されており、その質感や破損した腕の再現度など、細部までこだわり抜かれている。

## フード・グッズ
食べ歩き用のフードも充実しており、「炭治郎と小鉄のチョコチュリトス」や「禰󠄀豆子のいちご＆まっちゃほいっぷどーなっつ」など、キャラクターをイメージしたメニューが販売された。パーク名物のポップコーンバケツでは「炭治郎のひょうたんポップコーンバケツ」が新登場し、「禰󠄀豆子のポップコーンバケツ」も継続販売された。
また、オリジナルグッズには、無一郎や蜜璃がパークを巡る姿を細かく描写したマスコットキーチェーンなど、限定アイテムが登場した。